# Montegabbione
Montegabbione là một đô thị ở tỉnh Terni trong vùng Umbria của Ý, có cự ly khoảng 35 km về phía tây nam của Perugia và khoảng 60 km về phía tây bắc của Terni. Tại thời điểm ngày 31 tháng 12 năm 2004, đô thị này có dân số 1.270 người và diện tích là 51,3 km².
Montegabbione giáp các đô thị: Fabro, Ficulle, Monteleone d'Orvieto, Parrano, Piegaro, San Venanzo.